# 1969年索马里政变
1969年索马里政变是一次不流血的军事接管事件，于1969年10月21日发生，由穆罕默德·西亞德·巴雷少将领导的索马里国家军军官发起。在总统阿卜迪拉希德·阿里·舍马克在拉斯阿諾德被刺杀后，西亚德指挥的索马里国家军突袭首都摩加迪沙，占领关键的政府建筑，并要求国家领导人辞职。政变罢黜代总统谢赫·穆赫塔尔·穆罕默德·侯赛因和总理穆罕默德·哈吉·易卜拉欣·埃加尔，开启西亚德为期21年的军事统治，并建立起一个威权政府，直至1991年垮台。
这次政变源于1969年3月索马里的政治紧张局势和极具争议的议会选举。这是索马里历史上第一次成功的政变，此前在1961年曾发生一次未遂政变。随着最高革命委员会的统治确立，索马里共和国被社会主义的索马里民主共和国取代，该政权一直维持到1991年崩溃。